# Terremoto de Guerrero de 2001
El terremoto de Guerrero de 2001, también conocido como Terremoto de Acapulco-Coyuca de 2001, fue un terremoto ocurrido a las 21:39:20 hora local (02:39:20 UTC) del domingo 7 de octubre de 2001, que registró una magnitud de 5.9 en magnitud de momento y 6.1 en (ML). Su epicentro se localizó en las costa de Guerrero, en el sur de México, muy cerca del municipio de Coyuca de Benítez y a 30 km al noroeste del puerto de Acapulco.
El movimiento generó daños en diferentes localidades del municipio de Coyuca de Benítez y en otras comunidades cercanas al puerto de Acapulco, dejando varios damnificados y obligando a  que 80 viviendas y el mercado municipal de Coyuca de Benítez deben ser demolidos porque los daños causados por los temblores representan un peligro para sus habitantes.

## Geología

### Origen
La magnitud del sismo alcanzó los 6.1 (ML) y su epicentro se localizó a 30 km al noroeste del puerto de Acapulco, muy cerca de Coyuca de Benítez, a las 21:39:20 hora local (02:39:20 UTC del 8 de octubre) según reportó el Servicio Sismológico Nacional. Señaló también que el sismo fue aparentemente de origen tectónico debido a la activación de una falla cortical, localizándose dentro de la placa continental norteamericana. Su profundidad fue registrada a 10 km.
El trayecto de la falla es paralelo a la costa y a la trinchera por lo que se puede suponer la ocurrencia del sismo a los esfuerzos extensivos en la placa continental, probablemente relacionados con la zona de subducción. Un estudio detallado de los sismográfos registrados durante estos sismos señaló que la ruptura se inició a profundidad (a unos 10-13 km) y se propagó hacia la superficie. Al igual que la distribución de las réplicas, la ruptura se concentró entre los 8 km y los 4 km de profundidad. Esta concentración de desplazamiento en la falla muy cerca de la superficie pudo ayudar a explicar por qué se produjeron mayores daños hacia el norte del epicentro.

### Réplicas
A partir del sismo del 7 de octubre de 2001, se registraron múltiples réplicas hasta dos meses después del sismo principal. Las réplicas más considerables fueron la del 29 de octubre de 2001 a las 23:00 hora local (04:00 UTC) con una magnitud de 5,3 grados en la escala de Richter volviendo a incrementar la sismicidad (número de sismos que ocurren por día) y la del 23 de noviembre de 2001 alrededor de la media noche con una magnitud de 5,0 grados en la escala de Richter. Ambos sismos por su moderada intensidad se sintieron levemente en parte del país como en la Ciudad de México.
Hasta el 12 de diciembre, el Servicio Sismológico Nacional reportó un total de 300 réplicas asociadas al sismo del 7 de octubre de 2001. De estas 300, un total de 133 alcanzaron magnitudes mayores a 3.8, que probablemente se sintieron más fuerte en el municipio de Coyuca de Benítez y alrededores.